# Nacré nébuleux
Boloria improba
Espèce
Statut de conservation UICN

 EN A1cde : En danger
Statut CITES
Le Nacré nébuleux (Boloria improba) est une espèce de lépidoptères de la famille des Nymphalidae et de la sous-famille des Heliconiinae.

## Noms vernaculaires
- En français : le Nacré nébuleux.
- En norvégien : Dvergperlemorvinge.
- En anglais : Dusky-winged Fritillary, Dingy Fritillary ou Dingy Arctic Fritillary, et Uncompaghre Fritillary pour la sous-espèce acrocnema[1].

## Systématique
L'espèce Boloria improba a été décrite par le zoologiste britannique Arthur Gardiner Butler en 1877 sous le nom initial d'Argynnis improba.
Synonymes :
- Argynnis improba Butler, 1877 — protonyme
- Clossiana improba (Butler, 1877)

### Sous-espèces
On divise généralement cette espèce en plusieurs sous-espèces géographiques :
- Boloria improba improba (Butler, 1877) — dans l'Arctique d'Europe et d'Asie.
- Boloria improba youngi (Holland, 1900) — en Alaska et peut-être en Tchoukotka. Plus jaune que la sous-espèce nominale, mais parfois considérée comme une simple forme de celle-ci.[réf. souhaitée]
- Boloria improba improbula (Bryk, 1920) — dans le Nord de la Scandinavie.
- Boloria improba acrocnema Gall & Sperling, 1980 — dans les monts San Juan (Colorado).
- Boloria improba harryi (Ferris, 1984) — dans la chaîne de Wind River (Wyoming).
- Boloria improba nunatak Scott, 1998 — en Alberta.

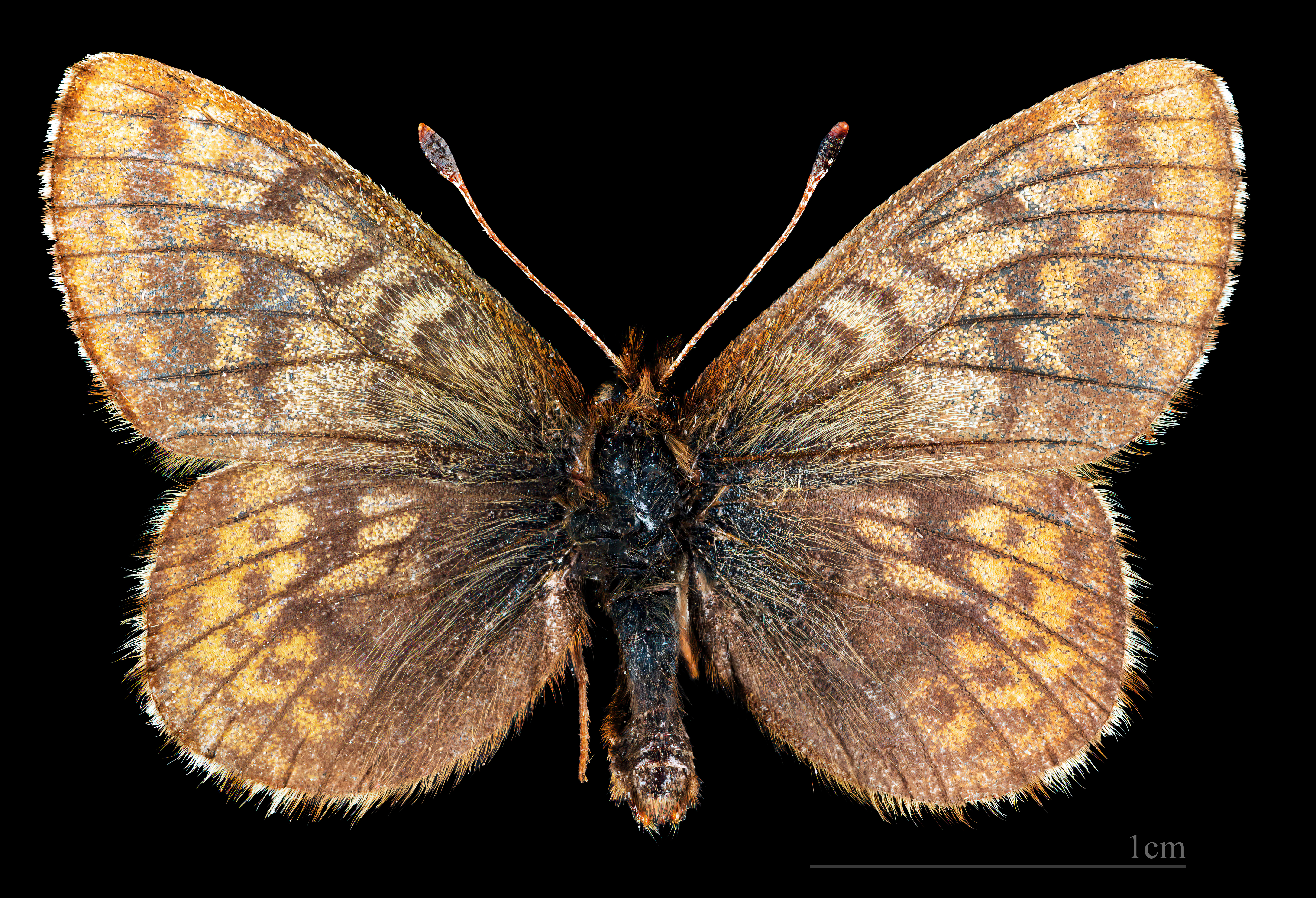
Boloria improba improbula ♂ MHNT
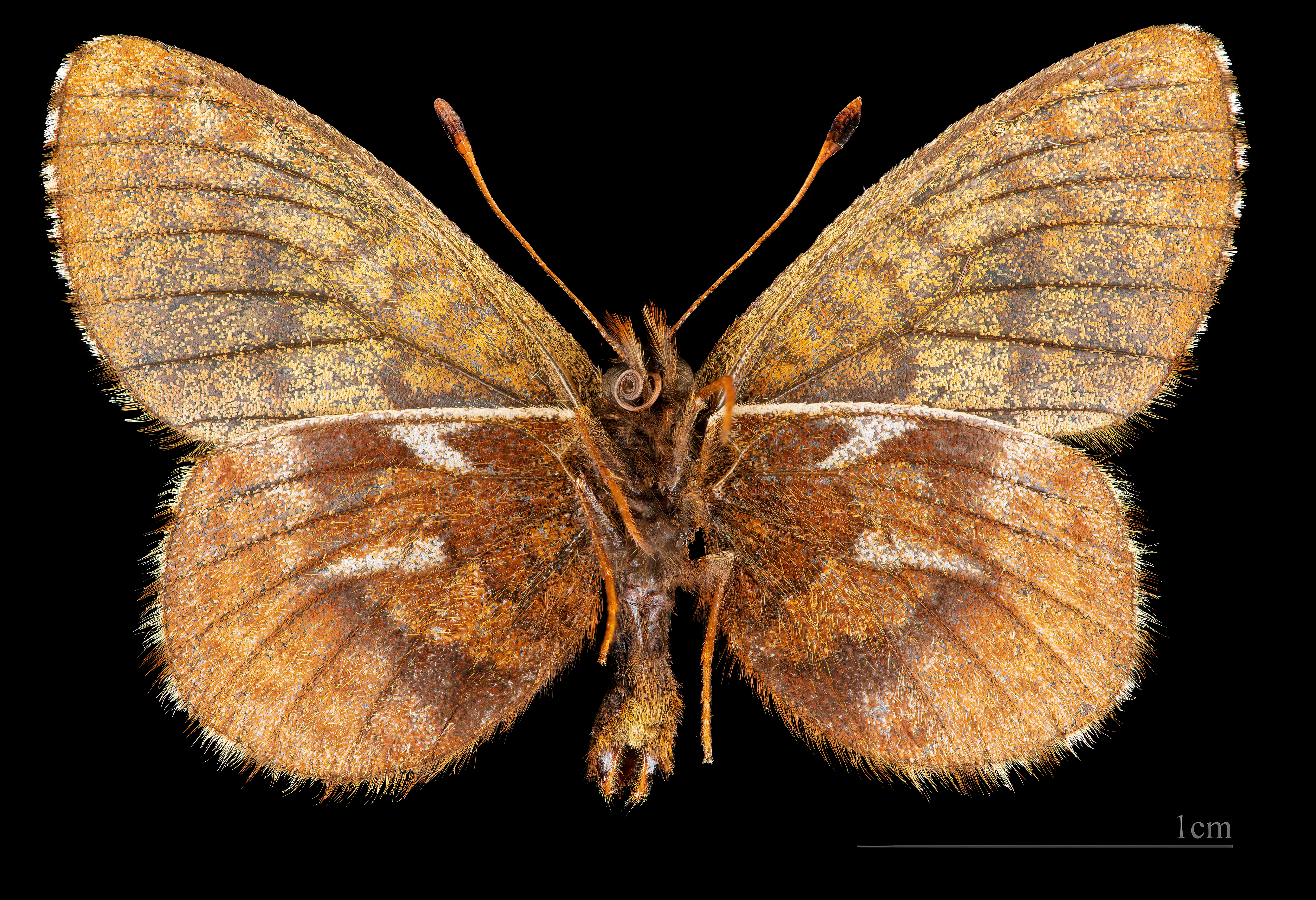
Boloria improba improbula ♂  △ MHNT

## Description
C'est un papillon au dessus orange et marron plus foncé chez le mâle, aux ailes bordées d'une ligne de taches orange avec des dessins nacrés.
Le revers est semblable, marron nacré orné de taches nacrées  aux antérieures et des postérieures marron roux à taches nacrées.

## Biologie

### Période de vol et hivernation
Il vole en une génération entre juin et début août.
Son développement demande deux saisons.

### Plantes hôtes
Ses plantes hôtes sont en Amérique des Salix, dont Salix arctica et Salix reticulata et (à confirmer) Bistorta vivipara et Polygonum viviparum,.

## Écologie et distribution
Le Nacré nébuleux est circumpolaire, il réside dans l'Arctique en Europe, Asie et Amérique,. Quelques isolats sont présents dans le centre des montagnes Rocheuses et le sud-ouest du Wyoming et du Colorado.

### Biotope
C'est un papillon de la toundra arctique qui réside dans les zones herbues abritées des vents du nord-ouest.

### Protection
Boloria improba acrocnema est aux USA sur la liste des espèces en danger et déclaré VU (vulnérable).
En Europe il est déclaré EN et figure à l'annexe II de la Directive Habitats du Conseil de l'Europe concernant la conservation des habitats naturels ainsi que la faune et de la flore sauvages du 21 mai 1992